# Neochanna apoda
Neochanna apoda es un pez que pertenece a la familia Galaxiidae. Esta especie es endémica de Nueva Zelanda, se encuentra en los humedales del suroeste de la Isla Norte y la costa oeste de la Isla Sur. 
Crece comúnmente entre 100 y 130 milímetros de longitud, y puede vivir 7 años.